# Nanjing Greenland Financial Center
Nanjing Greenland Financial Center (hrvatski: Financijski centar Greenland u Nanjingu, kineski: 南京紫峰大厦), poznat i kao Greenland Square Zifeng Tower neboder je u kineskom gradu Nanjingu.

## Gradnja
Gradnja je započeta u 2005. godini, a dovršena je u 2010.

## Osnovne karakteristike
Sa svojih 89 katova i 450 m visine, ovo je druga najviša građevina u Kini i šesta u svijetu (stanje na početku 2011. godine). Zgrada se koristi za razne poslovne, trgovačke i ugostiteljske aktivnosti, a služi i kao vidikovac s kojeg puca lijep panoramski pogled na grad i rijeku Jangce.